# Adrian Benedyczak
Adrian Benedyczak (Kamień Pomorski, 24 november 2000) is een Pools voetballer die doorgaans als aanvaller speelt. Hij maakte in 2021 de overstap van Pogoń Szczecin naar Parma Calcio 1913.

## Clubcarrière

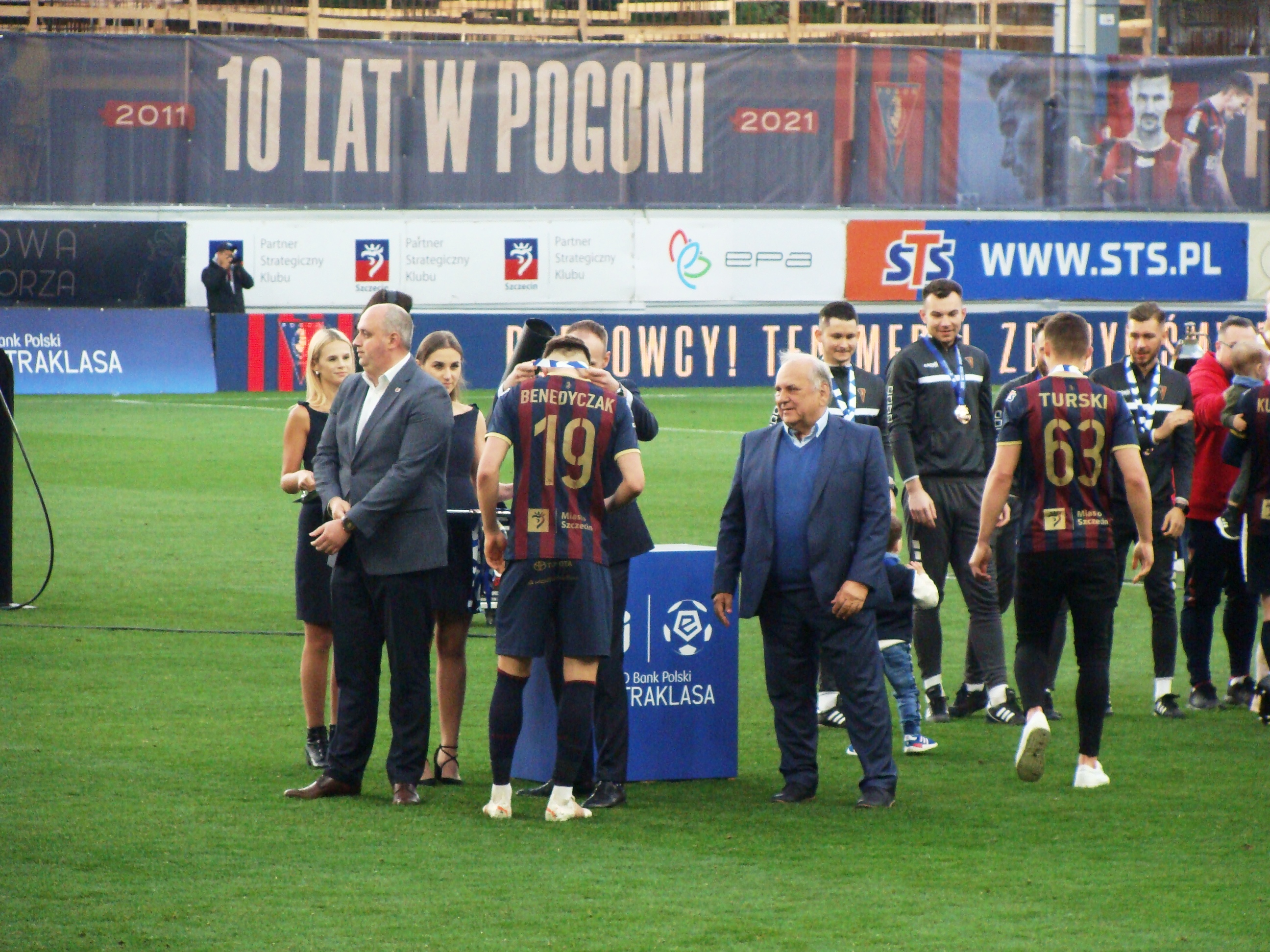
Benedyczak met Pogoń Szczecin na het 2020-21 Ekstraklasa seizoen

Benedyczak is een jeugdproduct van Pogoń Szczecin. Hij kreeg aan het einde van het seizoen 2016/17 zijn eerste speelminuten in het tweede elftal van de club, in de III liga (het vierde niveau in het Poolse voetbal). In het seizoen daarop speelde hij een goed seizoen in de Central Junior League, de hoogste nationale competitie in de categorie –19. Hij maakte in negentien wedstrijden zeventien doelpunten. Aan het einde van het seizoen mocht hij zijn debuut maken in het eerste elftal. Zijn eerste officiële wedstrijd werkte hij af op 8 mei 2018, toen hij tegen Slask Wroclaw in de 65e minuut mocht invallen. Benedyczak klokte dat seizoen af op drie invalbeurten. In het seizoen 2018/19 moest hij zich voornamelijk tevredenstellen met invalbeurten in het eerste elftal. Na een uitleenbeurt aan tweedeklasser Chrobry Głogów in het seizoen 2019/20 kreeg Benedyczak in het seizoen daarop meer speelminuten bij Pogoń Szczecin.
In juni 2021 ondertekende hij een contract voor vier seizoenen bij de Italiaanse tweedeklasser Parma Calcio 1913. De club telde twee miljoen euro voor hem neer.

## Clubstatistieken
| Seizoen         | Club              | Land            | Competitie      | Competitie | Competitie | Beker | Beker | Supercup | Supercup | Europees | Europees | Totaal | Totaal |
| Seizoen         | Club              | Land            | Competitie      | Wed.       | Dlp.       | Wed.  | Dlp.  | Wed.     | Dlp.     | Wed.     | Dlp.     | Wed.   | Dlp.   |
| --------------- | ----------------- | --------------- | --------------- | ---------- | ---------- | ----- | ----- | -------- | -------- | -------- | -------- | ------ | ------ |
| 2017/18         | Pogoń Szczecin    | Vlag van Polen  | Ekstraklasa     | 3          | 0          | 0     | 0     | —        | —        | —        | —        | 3      | 0      |
| 2018/19         | Pogoń Szczecin    | Vlag van Polen  | Ekstraklasa     | 12         | 0          | 1     | 0     | —        | —        | —        | —        | 13     | 0      |
| 2019/20         | → Chrobry Głogów  | Vlag van Polen  | I liga          | 19         | 5          | 1     | 0     | —        | —        | —        | —        | 20     | 5      |
| 2020/21         | Pogoń Szczecin    | Vlag van Polen  | Ekstraklasa     | 25         | 3          | 3     | 0     | —        | —        | —        | —        | 28     | 3      |
| 2021/22         | Parma Calcio 1913 | Vlag van Italië | Serie B         | 31         | 6          | 1     | 0     | —        | —        | —        | —        | 32     | 6      |
| 2022/23         | Parma Calcio 1913 | Vlag van Italië | Serie B         | 4          | 0          | 1     | 0     | —        | —        | —        | —        | 5      | 0      |
| Carrière totaal | Carrière totaal   | Carrière totaal | Carrière totaal | 94         | 14         | 7     | 0     | 0        | 0        | 0        | 0        | 101    | 14     |

Bijgewerkt t/m 25 september 2022.

## Interlandcarrière
Benedyczak nam in 2019 met Polen –20 deel aan het WK –20. Hij scoorde in de groepswedstrijd tegen Tahiti.